# Ракетний удар по Полтаві 3 вересня 2024 року
Подвійний ракетний удар по Полтаві 3 вересня 2024 року — напад на військову частину А3990 у Полтаві, де розміщуються 179-й ОНТЦ та Військовий коледж сержантського складу ВІТІ, скоєний збройними силами Російської Федерації під час вторгнення в Україну. Навчальні заклади були атаковані квазібалістичними ракетами типу «Іскандер-М». Атака забрала життя 58 людей, ще 328 зазнали поранень і стала для Полтавщини найбільш масштабною за кількістю жертв і постраждалих за час російсько-української війни.

## Перебіг подій

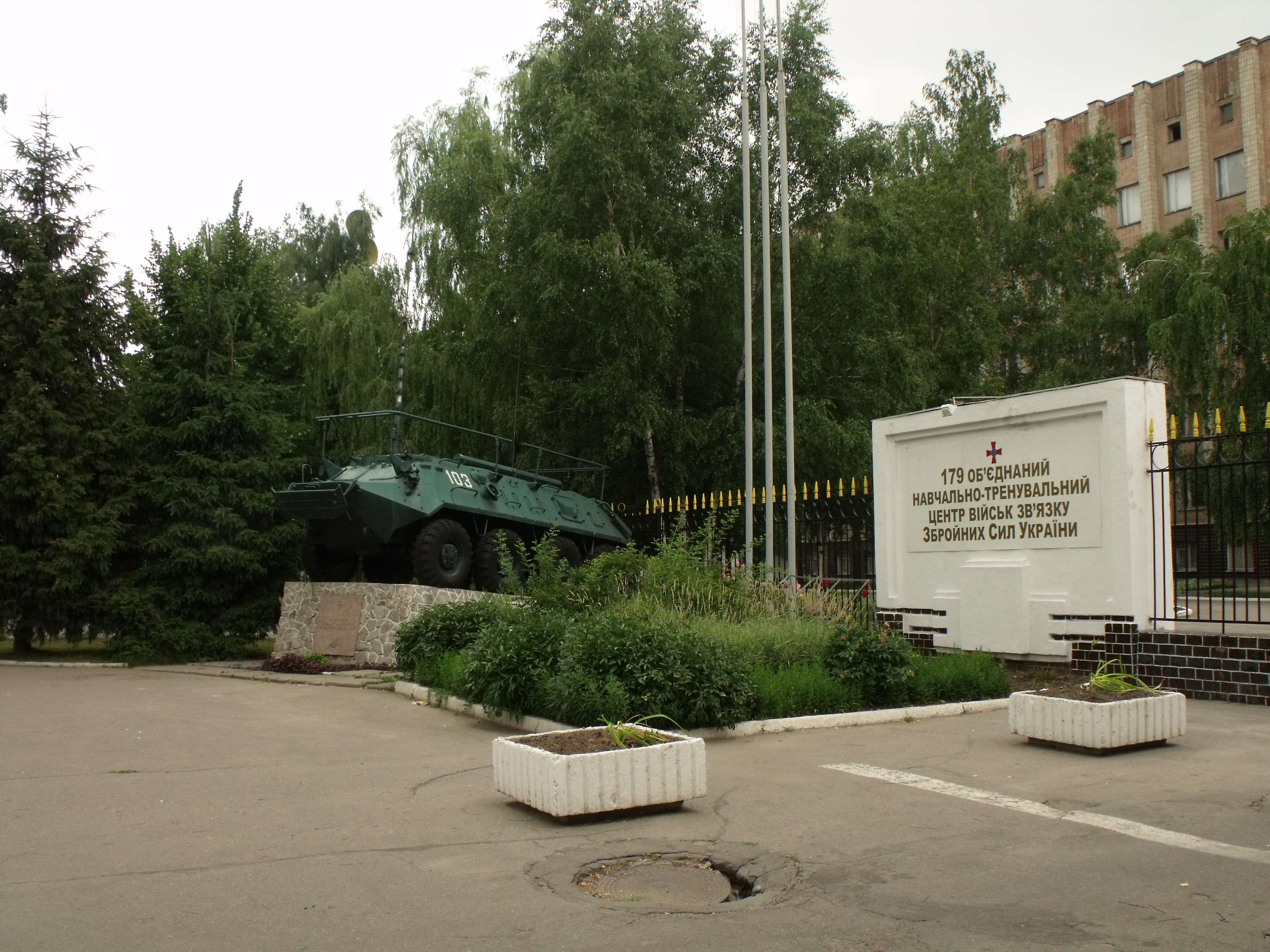
179 ОНТЦ у 2011 році

Вибух ракет стався у вівторок вранці, 3 вересня 2024 року, приблизно о 09:10 (UTC+3) з інтервалом в кілька секунд. У навчальному корпусі одночасно перебували близько 700 людей.
Сигнал «Повітряна тривога» діяв на території Полтавської області з 9:08 до 9:46. А о 9:10 Повітряні сили Збройних сил України повідомили про «ракету курсом на Полтаву».
Незадовго до вибухів свідки подій бачили розвідувальний дрон, який кружляв над містом.

## Наслідки
Про наслідки обстрілу влада кілька годин не повідомляла. О 10:39 Департамент соціального захисту населення Полтавської облдержадміністрації опублікував пост із закликом до термінової здачі крові. О 11:37 Народний депутат України 9 скликання Мар'яна Безугла повідомила про повторення трагедії 128 бригади.
О 14:16 Міністерство оборони України офіційно повідомило, що росіяни вдарили по місту двома балістичними ракетами, частково зруйнувавши одну з будівель навчального закладу, де під завалами опинилося багато людей. О 14:18 на удар відреагував Президент України Володимир Зеленський та повідомив про загибель 41 і поранення більше 180 людей.
3 вересня 2024 року ЗС РФ завдали ракетного удару балістичними ракетами по Полтаві. За останніми даними, внаслідок російського удару по навчальному закладу Полтави загинула понад 41 людина, постраждали понад 200 осіб. Балістичні ракети влучили в будівлю Інституту зв'язку та лікарню.
«Отримав попередні доповіді щодо російського удару по Полтаві. За наявною зараз інформацією, дві балістичні ракети. Влучання по території навчального закладу і сусідньої лікарні. Була частково зруйнована одна з будівель Інституту зв'язку. Люди опинилися під завалами. Багатьох вдалося врятувати. Більш ніж 180 людей поранені. На жаль, багато загиблих. Станом на цей час відомо про 41 загиблого. Мої співчуття всім рідним та близьким», — сказав глава держави.
О 21:15 Президент у вечірньому зверненні заявив, що відомо про 51 загиблого та 271 пораненого внаслідок удару по Полтаві.
Президент доручив провести повне та оперативне розслідування всіх обставин того, що сталося. До рятувальної операції залучені всі необхідні служби.
У Міноборони зазначили, що часовий проміжок між тривогою і прильотом ракет був настільки коротким, що застав людей під час евакуації до бомбосховища.
Станом на ранок 4 вересня кількість загиблих зросла до 52 осіб. У Полтавській області з 4 вересня оголошено триденну жалобу в пам'ять про загиблих. Про це повідомив голова ОВА Філіп Пронін у Telegram. «Відзавтра область — у триденній жалобі. Світла пам'ять усім загиблим. Ворог обов'язково має відповісти за всі злочини проти людяності», — додав голова ОВА.
Увечері 5 вересня ДСНС повідомила про завершення аварійно-рятувальних та пошукових робіт. Загинули 55 людей, постраждали 328. Нині у медзакладах перебувають 38 людей у важкому стані, 27 — у реанімації. Ще 110 лікуються амбулаторно. Також з реєстру Міністерства внутрішніх справ відомо про щонайменше 16 зниклих безвісти людей.
8 вересня в лікарнях померли ще троє людей, які постраждали внаслідок російського удару повідомила Полтавська ОВА.
3 жовтня в лікарні померла ще одна людина, яка постраждала внаслідок російського удару.

## Втрати
|    | Прізвище, ім'я, по батькові      | Дата народження (вік)       | Військове звання | Військова посада                                                                                        | Місце поховання                              |
| -- | -------------------------------- | --------------------------- | ---------------- | --- | -------------------------------------------- |
| 1  | Андрущук Сергій Владиславович    | 30 березня 1969 (55 років)  | Майор            | Старший інженер технічної частини                                                                       | Полтавська область, Полтава                  |
| 2  | Бабіцька Олена Романівна         | 20 січня 1971 (53 роки)     | Старший солдат   | Телефоніст-лінійний наглядач                                                                            | Закарпатська область, Мукачево               |
| 3  | Безсмертний Олександр            | 1994 (30 років)             |                  | | Київська область, Буча                       |
| 4  | Братасюк Михайло Миколайович     | 1995 (29 років)             |                  | Радіотелефоніст польового центру зв'язку                                                                | Хмельницька область, Кустівці                |
| 5  | Діанич Мирослав                  |                             |                  | | Закарпатська область, Свалява                |
| 6  | Дюдюк Сергій Миколайович         | 23 вересня 1973 (50 років)  | Підполковник     | Помічник начальника військового коледжу                                                                 | Полтавська область, Полтава                  |
| 7  | Єрмоленко Ірина                  |                             |                  | | Полтавська область, Полтава                  |
| 8  | Забродін Олег Вікторович         | 6 жовтня 1968 (55 років)    | Штаб-сержант     | Курсант навчального взводу зв'язку                                                                      | Тернопільська область, Мартинівка            |
| 9  | Ігнатенко Андрій Володимирович   | 1970 (54 роки)              |                  | | Тернопільська область, Тернопіль             |
| 10 | Каплун Віталій Володимирович     | 1975 (49 років)             | Солдат           | Оператор радіорелейної станції роти зв'язку. Засновник та керівник сайтів «Діловий тиждень» й «Час Пік» | Луганська область, Лисичанськ                |
| 11 | Кохановський Степан Іванович     | 1971 (53 роки)              | Солдат           | | Тернопільська область, Мартинівка            |
| 12 | Коченко Вадим Миколайович        | 19 вересня 1989 (34 роки)   |                  | | Київська область, Петропавлівська Борщагівка |
| 13 | Куліков Володимир Михайлович     | 28 червня 1972 (52 роки)    | Солдат           | Курсант навчального взводу                                                                              | Полтавська область, Полтава                  |
| 14 | Куц В'ячеслав Володимирович      | 4 січня 1975 (49 років)     | Солдат           | Курсант навчального взводу зв'язку                                                                      | Полтавська область, Затурине                 |
| 15 | Кучерук Віталій Вікторович       | 11 січня 1993 (31 рік)      | Молодший сержант | Інструктор навчального взводу зв'язку                                                                   | Полтавська область, Полтава                  |
| 16 | Назаренко Андрій Олексійович     | 14 листопада 1971 (52 роки) | Підполковник     | Психолог, старший викладач військового коледжу                                                          | Полтавська область, Полтава                  |
| 17 | Равський Олександр Сергійович    | 19 червня 1998 (26 років)   | Старший солдат   | Механік-телефоніст роти зв'язку                                                                         | Рівненська область, Острог                   |
| 18 | Ратушняк Сергій Леонідович       |                             |                  | | Хмельницька область, Кам'янець-Подільський   |
| 19 | Ричагов Дмитро Олександрович     | 18 листопада 1991 (32 роки) | Солдат           | Водій відділення автомобільного взводу                                                                  | Полтавська область, Полтава                  |
| 20 | Романюк Олександр Васильович     |                             | Солдат           | | Черкаська область, Корсунь-Шевченківський    |
| 21 | Самковський Станіслав Ігорович   | 27 вересня 1994 (29 років)  | Солдат           | Старший телефоніст апаратного взводу зв'язку                                                            | Вінницька область, Гайсин                    |
| 22 | Семенович Сергій Вікторович      | 1979 (45 років)             | Сержант          | Командир відділення взводу зв'язку                                                                      | Рівненська область, Березне                  |
| 23 | Скрипниченко (Баранова) Катерина | 1 квітня 1997 (27 років)    |                  | Бібліотекарка військового коледжу                                                                       | Полтавська область, Опришки                  |
| 24 | Терновський Денис Миколайович    | 14 вересня 1987 (36 років)  | Солдат           | Зв'язківець                                                                                             | Кіровоградська область, Світловодськ         |
| 25 | Тулайдан Юрій Юрійович           | 1 травня 1977 (47 років)    | Солдат           | Радіотелефоніст                                                                                         | Закарпатська область, Лазещина               |
| 26 | Тупік Олександр Сергійович       | 26 лютого 1981 (43 роки)    |                  | Лаборант військового коледжу                                                                            | Полтавська область, Полтава                  |
| 27 | Турянин Ростислав                | 1993 (31 рік)               | Солдат           | Радіотелефоніст                                                                                         | Закарпатська область, Свалява                |
| 28 | Устименко Олексій Васильович     | 1975 (49 років)             | Солдат           | Телефоніст-лінійний наглядач                                                                            | Донецька область, Слов'янськ                 |
| 29 | Ціпло Олександр                  | 1998 (26 років)             | Старший солдат   | Старший водій-електрик польового вузла зв'язку                                                          | Черкаська область, Пекарі                    |
| 30 | Чорний Ігор Федорович            | 1977 (47 років)             |                  | Командир взводу                                                                                         | Тернопільська область, Скалат                |
| 31 | Пострехін Олександр Євгенович    | 1969 (55 років)             | Солдат           | Курсант навчального взводу                                                                              | Київ                                         |
| 32 | Слободяник Анатолій Павлович     | 1978 (46 років)             | Солдат           | Курсант навчального взводу                                                                              | Київ                                         |
| 33 | Вербицький Олексій Михайлович    | 1980 (43 роки)              | Солдат           | Оператор радіорелейної станції                                                                          | Київ                                         |

|}
1. 1 2  Помер у лікарні 5 вересня

## Розслідування
За процесуального керівництва Полтавської спеціалізованої прокуратури у сфері оборони розпочато досудове розслідування за фактом посягання на територіальну цілісність і недоторканність України (ст. 110 КК України).
В Офісі генпрокурора повідомили, що збройні сили РФ здійснили повітряну атаку по Полтаві попередньо двома балістичними ракетами «Іскандер-М». За даними, оприлюдненими 20 серпня на Конгресі місцевих та регіональних влад при Президентові України, за період з 24 лютого 2022 року Сили оборони України збили 4,3 % балістичних ракет «Іскандер-М»/KN-23. 5 вересня Володимир Зеленський в інтерв'ю NBC News заявив, що час підльоту ракети становив близько трьох хвилин.

## Критика
- Велике скупчення особового складу у воєнний час. Відсутня стратегія щодо розосередження військових навчальних закладів до інших регіонів України та за кордон.
- Відсутнє медичне сортування. Швидкі перевозили одночасно поранених різних ступенів тяжкості. Легкопоранених забирали одразу, у той час як тяжкопоранених залишали чекати на подвір'ї[23]
- Смерті спричинені крововтратою через неякісні джгути, затримки з їх накладенням або взагалі через відсутність елементарних навиків надавати першу допомогу[23].

## Схожі випадки
Перелік відомих випадків влучання ракет у масові скупчення українських військових (більшість інцидентів дотепер невідомі):
- Ракетний удар по Липецькому Одеської області 24 лютого 2022 (22 загиблих)[24]
- Ракетний удар по казармі в Охтирці 26 лютого 2022 (близько 80 загиблих)[25]
- Ракетний удар по казармі у Яворові 13 березня 2022 (понад 60 загиблих)[26]
- Ракетний удар по казармі морпіхів у Миколаєві 18 березня 2022 (понад 110 загиблих)[27]
- Ракетний удар по Десні 17 травня 2022 (щонайменше 87 загиблих)[28]
- Ракетний удар по шикуванню 128-ї окремої гірсько-штурмової бригади 3 листопада 2023 (19 загиблих)[29]